# Deflagrazione

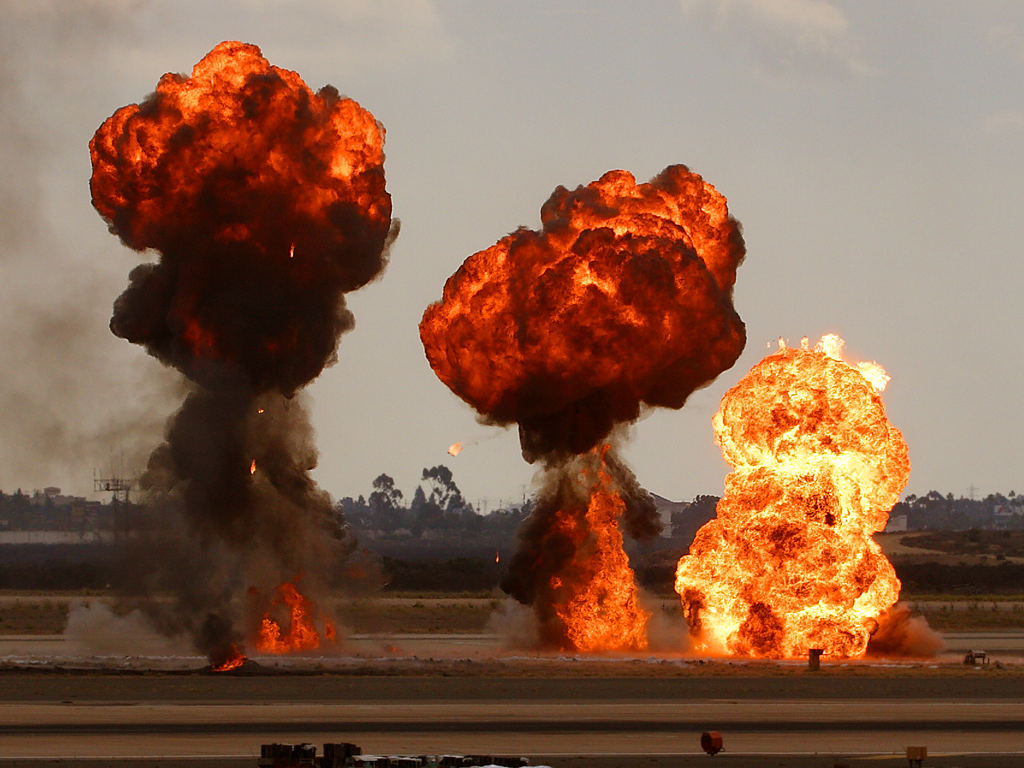
Esempi di deflagrazione

Una deflagrazione (dal latino deflagrare, derivato da flagrare, "ardere") è un termine tecnico che descrive una combustione subsonica, che usualmente si propaga tramite conduzione (materiale caldo, in combustione, che riscalda uno strato adiacente di materiale freddo, facendolo infiammare). La deflagrazione è caratterizzata da una grande diminuzione della densità del gas a valle dell'onda di combustione e da una leggera caduta di pressione. 
La maggior parte del "fuoco" nella vita di tutti i giorni è tecnicamente una deflagrazione. La deflagrazione è diversa dalla detonazione, la quale si propaga a velocità supersonica ed attraverso una compressione da collisione violenta.

## Applicazioni
In applicazioni ingegneristiche, una deflagrazione è più facile da controllare rispetto ad una detonazione. Di conseguenza, il primo tipo di combustione è più adatto quando lo scopo che si vuole ottenere è muovere un oggetto (ad es.: un proiettile in una pistola, oppure un pistone in un motore a combustione interna con la forza dei gas in espansione). 
Alcuni esempi tipici di applicazioni pratiche di deflagrazione sono:
- la combustione di una miscela di gas-aria in una stufa a gas;
- la combustione di una miscela carburante-aria in un motore a combustione interna (in quest'ultimo caso, l'aria è il comburente);
- la rapida combustione di polvere da sparo in armi da fuoco, oppure delle miscele pirotecniche nei  fuochi d'artificio.

## Fuoco di olio/cera e acqua
Tecnicamente conosciuto come Boilover, esso si verifica quando viene aggiunta dell'acqua ad idrocarburi in fase di combustione quali olio o cera, producendo una deflagrazione. Infatti, l'acqua, gettata su tali sostanze, bolle rapidamente ed eietta il materiale in combustione in forma di micro-gocce nebulizzate, ed una deflagrazione ha luogo nel momento in cui lo spray di olio brucia con estrema rapidità. Questo fenomeno è particolarmente comune negli incendi da "padella da frittura", che è responsabile di un incendio su cinque nelle abitazioni britanniche ogni anno.

## Fisica della fiamma
Possiamo capire meglio la sottostante fisica della fiamma costruendo un modello idealizzato che consiste di un tubo unidimensionale, uniforme, di combustibile gassoso, suddiviso in due zone (di cui in una è incombusto e nell'altra combusto) che sono separate da una sottile regione di transizione di larghezza {\displaystyle \delta \;}. Questa regione di separazione, nella quale avviene la combustione, viene comunemente detta fronte di fiamma. In una situazione di equilibrio, la dispersione termica attraverso il fronte di fiamma è bilanciata dal calore fornito con la combustione. 
Ci sono due intervalli temporali importanti in questo contesto. Il primo è l'intervallo temporale di diffusione termica {\displaystyle \tau _{d}\;}, che è approssimativamente uguale a:
{\displaystyle \tau _{d}\simeq \delta ^{2}/\kappa }, 
dove {\displaystyle \kappa \;} è la diffusività termica; 
mentre Il secondo è l'intervallo di combustione  {\displaystyle \tau _{b}}, che decrementa rapidamente con la temperatura, tipicamente secondo la legge di proporzionalità:
{\displaystyle \tau _{b}\propto \exp[\Delta U/(k_{B}T_{f})]}, 
dove {\displaystyle \Delta U\;} è la soglia di attivazione della reazione di combustione e {\displaystyle T_{f}\;} è la temperatura sviluppata come risultato della combustione, che può essere ricavata dalla termodinamica (la nota temperatura di fiamma).
Per un fronte statico di deflagrazione, questi due intervalli sono uguali, e cioè il calore generato dalla combustione è uguale al calore trasferito. Questo ci permette di trovare l'ampiezza caratteristica {\displaystyle \delta \;} del fronte di fiamma:
{\displaystyle \tau _{b}=\tau _{d}\;}.
Quindi, possiamo scrivere:
{\displaystyle \delta \simeq {\sqrt {\kappa \tau _{b}}}}.
Ora, il fronte di fiamma si propaga alla velocità caratteristica  {\displaystyle S_{l}\;}, che è semplicemente uguale all'ampiezza della fiamma diviso il tempo di combustione, cioè in formule:
{\displaystyle S_{l}\simeq \delta /\tau _{b}\simeq {\sqrt {\kappa /\tau _{b}}}}.
Questo modello semplificato trascura la variazione di temperatura e quindi la velocità di combustione attraverso il fronte della deflagrazione e, inoltre, non tiene neppure conto della possibile influenza che potrebbe avere il fenomeno della turbolenza. 
Come risultato, questo adattamento fornisce solo la velocità laminare della fiamma (da cui la designazione {\displaystyle S_{l}\;}).

## Effetti distruttivi della deflagrazione
Danni a costruzioni, equipaggiamenti e persone possono derivare da una deflagrazione su larga scala e di breve durata. La natura del danno dipende principalmente dalla quantità totale di carburante bruciato nell'evento (energia totale disponibile), dalla massima velocità di fiamma raggiunta e dal modo in cui l'espansione dei gas viene contenuta. 
In una deflagrazione in campo aperto, c'è una continua variazione negli effetti della deflagrazione relativi alla massima velocità di fiamma. Quando quest'ultima è bassa, l'effetto della deflagrazione è il rilascio di calore.
Alcuni autori usano il termine lampo di fuoco per descrivere queste deflagrazioni a bassa velocità. A velocità di fiamma prossime a quelle del suono, l'energia viene rilasciata sotto forma di pressione ed il risultato è simile a quello che si verifica con una detonazione. Tra questi due estremi l'energia viene rilasciata sotto forma sia di pressione che di calore.